# Агафонов, Сергей Павлович
Сергей Павлович Агафонов (1909—1987) — советский инженер-строитель, начальник управления капитального строительства Норильского горно-металлургического комбината, Герой Социалистического Труда (1958).

## Биография
Родился 2 октября 1909 года[по какому календарю?] в Луганске. Завершив обучение в техникуме, стал работать старшим прорабом на строительстве стекольного завода в городе Лисичанске Артёмовского округа Украинской ССР. В октябре 1931 года был призван на военную службу в ряды Красной Армии. Служил в прожекторном батальоне в городе Ленинграде (ныне – Санкт-Петербург).
Уволившись в запас, в 1934 году трудоустроился в Ленинградский институт Гипролесхим (ныне – ФБУ «Санкт-Петербургский научно-исследовательский институт лесного хозяйства»). В 1937 году завершил обучение по заочной форме обучения в Ленинградском институте коммунального строительства, получил специальность «инженер-строитель».
В 1939 году с супругой Ольгой переехал в город Норильск (Красноярский край). С 1 августа руководитель группы на Норильском комбинате (НКВД СССР), затем был назначен начальником сектора управления проектирования отдела управления строительства, позже работал главным инженером конторы «Горстрой», начальником контор «Коксохимстрой» и «Металлургстрой». Ему было доверено строительство кобальтового завода №25 (НКВД СССР) -это один из участков большого проекта Норильского никелевого комбината.
С 1 августа 1945 года выполнял обязанности главного инженера управления строительства Норильского горно-металлургического комбината (НГМК), 9 февраля 1949 года после успешного завершения проекта был награждён орденом Ленина.
В июле 1951 года был назначен на должность заместителя начальника НГМК по строительству и начальника управления капитального строительства НГМК. Строительство города Норильска производилось силами заключённых (из 77 тысяч жителей города – 68 тысяч были заключённые трёх лагерей «Норильлага»). С его участием были построены больницы, школы, клубы, стадион, кинотеатр. В первой половине 1950-х годов здесь было возведено 643 дома, из них 469 – одноэтажных.
За выдающиеся успехи, достигнутые в строительстве и промышленности строительных материалов, Указом Президиума Верховного Совета СССР от 9 августа 1958 года Сергею Павловичу Агафонову было присвоено звание Героя Социалистического Труда с вручением ордена Ленина и золотой медали «Серп и Молот».
В июне 1961 года был направлен на работу в Ленинградский совнархоз, где до выхода на пенсию в августе 1980 года работал руководителем Главзапстроя.
Умер в феврале 1987 года. Был похоронен в Ленинграде на Серафимовском кладбище.

## Награды
- золотая звезда «Серп и Молот» (09.08.1958),
- два ордена Ленина (08.02.1949; 09.08.1958),
- Орден Красной Звезды (16.05.1945)
- Орден Знак Почёта (04.07.1943)
- другие медали.